# Sneakerella
Sneakerella er en amerikansk musikalsk komediefilm fra 2022 instrueret af Elizabeth Allen Rosenbaum og skrevet af David Light & Joseph Raso, Tamara Chestna, Mindy Stern og George Gore II. En genforestilling af det klassiske eventyr Askepot, filmen har Chosen Jacobs og Lexi Underwood i hovedrollerne.